# Caught in the Middle
Caught in the Middle è un singolo della cantante statunitense Anastacia, il primo estratto dal settimo album in studio Evolution e pubblicato il 28 luglio 2017.

## Descrizione
Caught in the Middle è stata scritta da Anders Bagge, Lauren Dyson, Javier Gonzalez e Ninos Hanna e prodotta da Anders Bagge e Yei Gonzalez. Il tema del brano è la difficoltà di uscire da una relazione amorosa.

## Video musicale
Il 4 agosto 2017 la cantante ha pubblicato il videoclip del brano suisuoi canali YouTube e Vevo.
Il video è stato girato, tra il 20 ed il 21 giugno 2017 ed è stato diretto dal fotografo-regista Peter Svenson. Il videoclip è ambientato in una villa in campagna e mostra l'artista cantare all'interno dell'edificio e nel bosco circostante.

## Date di pubblicazione
| Paese  | Data           | Formato                | Etichetta             | Fonte |
| ------ | -------------- | ---------------------- | --------------------- | ----- |
| Vari   | 28 luglio 2017 | Download digitale      | Four Eyez Productions | [ 6 ] |
| Italia | 28 luglio 2017 | Contemporary hit radio | Universal             | [ 7 ] |

## Classifiche
| Classifica (2017) | Posizione massima |
| ----------------- | ----------------- |
| Croazia           | 59                |